# ジブラルタル・シティ・ホール
ジブラルタル・シティ・ホール（英: Gibraltar City Hall）はかつてのジブラルタル市庁舎 (city hall) であり、町の中心部であるジョン・マッキントッシュ・スクエアの西端にある、ジブラルタル市長公邸。

## 歴史
この建物は、ジブラルタル在住のユダヤ系ポルトガル人の豪商アーロン・カドウズーが自らの家族の家として1819年に建てたものである。その大きさは当時、ジブラルタルではかつてなかった程の規模であり、その三階建ての建物はジョン・マッキントッシュ・スクエアに聳え立つものだった。
この建物の敷地はかつての La Santa Misericordia（聖慈悲）教会・病院であり、のちに刑務所となった場所である。カドウズーはプロテスタントではなかったので、ジブラルタルに自らの地所を合法的に持つことはできなかった。しかし彼はネルソンの親友であり、彼の艦隊に物資を提供していたので、スクエアに「彩りを添える」という条件の下、最後にはアラメダに家を建てる土地を許されることになった。建築費は約4万ポンドだった。
1834年に彼が没すると、彼の家は John Ansaldo にホテルとして賃貸され、「クラブ・ハウス・ホテル」となった。1874年に建物は Pablo Antonio Larios に買われた。彼は裕福な事業家かつ銀行家であり、ジブラルタルに生まれたがスペイン人の一族であり、この建物を完全に改装した。彼の息子 Pablo Larios はマルサレス侯爵であり、45年間にわたりロイヤル・カルプ・ハントのマスターだったが、建物をジブラルタル植民地当局へ売却した。当時はここは郵便局になる予定だったが、最終的には新しくできたジブラルタル市議会が入った。1926年には、ジブラルタル電話事業が市議会の隣に開局し、この地域を受け持つ自動交換機が最上階に設置された。建物は元は左右対称だったが、増築により階が増え、北側に拡張された。現在、ここには市長の応接室がある。